# Kaylah McPhee
Kaylah McPhee (4 febbraio 1998) è una tennista australiana.

## Carriera
Kaylah McPhee ha vinto 1 titolo nel singolare e 4 titoli nel doppio nel circuito ITF in carriera. Ha raggiunto la sua migliore posizione nel singolare WTA, nr 199, il 16 settembre 2019. Mentre il 29 gennaio 2024 ha raggiunto il miglior piazzamento mondiale nel doppio, nr 218.

## Circuito WTA 125

### Doppio

#### Sconfitte (1)
| N. | Data           | Torneo                                   | Superficie | Compagna     | Avversarie in finale               | Punteggio |
| 1. | 6 gennaio 2024 | Workday Canberra International, Canberra | Cemento    | Astra Sharma | Veronika Erjavec Darja Semeņistaja | 2-6, 4-6  |

## Statistiche ITF

### Singolare

#### Vittorie (1)
| Torneo $100.000 (0) |
| Torneo $80.000 (0)  |
| Torneo $60.000 (0)  |
| Torneo $40.000 (0)  |
| Torneo $25.000 (0)  |
| Torneo $15.000 (1)  |

| N. | Data            | Torneo                                                | Superficie      | Avversarie in finale | Punteggio |
| 1. | 8 dicembre 2024 | Campeonato Internacional de Tênis Feminino, Joinville | Terra rossa (i) | Victoria Bosio       | 6-3, 6-4  |

#### Sconfitte (5)
| Torneo $100.000 (0) |
| Torneo $80.000 (0)  |
| Torneo $60.000 (1)  |
| Torneo $40.000 (0)  |
| Torneo $25.000 (1)  |
| Torneo $15.000 (3)  |

| N. | Data             | Torneo                                                     | Superficie  | Avversarie in finale | Punteggio        |
| 1. | 10 marzo 2019    | Mildura Grand Tennis International, Mildura                | Erba        | Naiktha Bains        | 4–6, 7–6(5), 2–6 |
| 2. | 26 agosto 2019   | Jinan International Open, Jinan                            | Cemento     | You Xiaodi           | 3–6, 6(5)–7      |
| 3. | 30 aprile 2023   | Gran Canaria Women's TDC Series Pro, Telde                 | Terra rossa | Paula Arias Manjón   | 5-7, 4-6         |
| 4. | 16 giugno 2024   | Kuršumlijska Banja Women's, Kuršumlijska Banja             | Terra rossa | Caijsa Hennemann     | 6-2, 4-6, 1-6    |
| 5. | 1º dicembre 2024 | Campeonato Internacional de Tênis Feminino, Ribeirão Preto | Terra rossa | Luiza Fullana        | 4-6, 5-7         |

### Doppio

#### Vittorie (4)
| Torneo $100.000 (0) |
| Torneo $80.000 (0)  |
| Torneo $60.000 (1)  |
| Torneo $40.000 (0)  |
| Torneo $25.000 (2)  |
| Torneo $15.000 (1)  |

| N. | Data            | Torneo                                      | Superficie  | Compagna        | Avversarie in finale            | Punteggio        |
| 1. | 31 marzo 2018   | ACT Clay Court International, Canberra      | Terra rossa | Irina Fetecău   | Pia König Michika Ozeki         | 6–1, 4–6, [10–5] |
| 2. | 5 ottobre 2018  | Brisbane QTC Tennis International, Brisbane | Cemento     | Maddison Inglis | Rutuja Bhosale Xu Shilin        | 7–5, 6–4         |
| 3. | 26 ottobre 2019 | Bendigo Women's International, Bendigo      | Cemento     | Maddison Inglis | Naiktha Bains Tereza Mihalíková | 3–6, 6–2, [10–2] |
| 4. | 29 aprile 2023  | Gran Canaria Women's TDC Series Pro, Telde  | Terra rossa | Marie Mettraux  | Irina Balus Patricija Paukštytė | 7-5, 6-2         |

#### Sconfitte (9)
| Torneo $100.000 (0) |
| Torneo $80.000 (0)  |
| Torneo $60.000 (3)  |
| Torneo $40.000 (0)  |
| Torneo $25.000 (4)  |
| Torneo $15.000 (2)  |

| N. | Data            | Torneo                                                   | Superficie  | Compagna              | Avversarie in finale                  | Punteggio        |
| 1. | 16 luglio 2016  | Sunrise Aluminium Women's Circuit, Hong Kong             | Cemento     | Alexandra Bozovic     | Eudice Chong Katherine Ip             | 2–6, 2–6         |
| 2. | 14 aprile 2019  | Sunrise Aluminium Women's Circuit, Hong Kong             | Cemento     | Maddison Inglis       | Paige Hourigan Aldila Sutjiadi        | 3–6, 1–6         |
| 3. | 22 aprile 2023  | Koper Open, Capodistria                                  | Terra rossa | Suzan Lamens          | Irina Bara Andreea Mitu               | 2–6, 3–6         |
| 4. | 6 maggio 2023   | Advantage Cars Prague Open, Praga                        | Terra rossa | Aneta Kučmová         | Maja Chwalińska Jesika Malečková      | 0-6, 6(5)-7      |
| 5. | 28 ottobre 2023 | City of Playford Tennis International, Città di Playford | Cemento     | Astra Sharma          | Talia Gibson Priscilla Hon            | 1-6, 2-6         |
| 6. | 20 aprile 2024  | Hammamet Open, Hammamet                                  | Terra rossa | María Herazo González | Julie Štruplová Ksenija Zajceva       | 6-4, 4-6, [4-10] |
| 7. | 27 aprile 2024  | Hammamet Open, Hammamet                                  | Terra rossa | Ksenija Zajceva       | Jasmijn Gimbrère Jibek Kulambaeva     | 4-6, 5-7         |
| 8. | 1º giugno 2024  | Klagenfurt Women's, Klagenfurt                           | Terra rossa | Nina Vargová          | Aneta Kučmová Nika Radišić            | 3-6, 5-7         |
| 9. | 15 giugno 2024  | Kuršumlijska Banja Women's, Kuršumlijska Banja           | Terra rossa | Zuzanna Pawlikowska   | Ksenija Laskutova Aleksandra Šubladze | 4-6, 5-7         |